# Xenia (Ohio)
Xenia település az Amerikai Egyesült Államok Ohio államában, Greene megyében, melynek megyeszékhelye is. Lakosainak száma 25 441 fő (2020. április 1.).

## Népesség
A település népességének változása:

| 2010 | 25 719 |
| 2020 | 25 441 |

## Híres szülöttei
- Una Mae Carlisle (1915–1956), zenész
- Vic Dickenson (1906–1984), zenész
- Mike DeWine (* 1947), politikusr
- Rose Murphy (1913–1989), zenész
- Thomas Taggart (1856–1929), politikus